# Спогади жінки-космонавта
«Спогади космонавтки» (англ. Memoirs of a Spacewoman) — науково-фантастичний роман Наомі Мітчісон, відомої поетеси та прозаїкині свого часу. Вперше надрукований 1962 року видавництвом Віктор Голланц Лтд. Приклад феміністичної наукової фантастики.

## Сюжет
У книзі розповідається про космонавтку — вчену та дослідницю. Описуються події віддаленого майбутнього, хоча й точні дати не вказуються. На той час людство дослідило багато світів у різних галактиках. Зважаючи на природу людини в питаннях знань та корисливості діє суворе правило: заборонене будь-яке «втручання».
Оповідач, Мері, — спеціаліст із «спілкування» — свого роду телепатії. Вона працює в суспільстві, де жінки, як і чоловіки, мають рівні можливості бути лідерами, хоча сама вона вважає за краще не лідирувати. Вони також мають значну свободу в питаннях сексу та репродукції:
|  | Я думаю про своїх друзів і батьків своїх дітей. Я думаю про своїх дітей, але менше думаю про свої чотири дорогі нормалі, ніж я думаю про Віолу. І я думаю про Аріель. |

Віола — це гаплоїдна людина, створена в результаті сексуального зв'язку з Мартіаном — марсіани є гермафродитами. Аріел — чужорідна істота, яку можна сприймати як паразита, чи свого роду дитину.
Не існує космічних заворушень та бійок: скоріше існує цілий ряд різних світів із цікавими біологічними особливостями. В одному випадку є етична проблема, яка стосується деяких гусениць та метеликів, обоє з яких належать до розумних видів живих істот. Висвітлення питань сексу та чужорідних культур аналогічне з трактуванням Нової хвилі, хоча воно, як правило, не класифікується як його частина.

## Історія видань
- 1962, Велика Британія, Віктор Голланц Лтд, тверда обкладинка
- Січень 1964, Велика Британія, Four Square Books, м'яка обкладинка
- Червень 1973, США, Berkley Medallion, ISBN 0-425-02345-1, м'яка обкладинка
- 1976, Велика Британія, New English Library, ISBN 0-450-02977-8, тверда обкладинка
- Квітень 1977, Велика Британія, New English Library Master SF series, ISBN 0-450-03000-8, тверда обкладинка, зі вступним словом Гіларі Рубінштейн
- Червень 1985, Велика Британія, The Women's Press, ISBN 0-7043-3970-6, м'яка обкладинка
- Лютий 2011, Велика Британія, Kennedy & Boyd, ISBN 978-1-84921-035-5, м'яка обкладинка